# Virginie Ledieu
Virginie Ledieu (ur. 2 sierpnia 1960 w Casablance) – francuska aktorka głosowa specjalizująca się w dubbingu. Córka aktorki Marion Game.
Najbardziej znana m.in. z głosu tytułowej Marianny w serialu animowanym o tej samej nazwie, jednej z tytułowych Sierotek – Virginie Mercier, a także dubbingowania głosu w wersji francuskiej dla postaci Saori Kido w anime z serii Rycerze Zodiaku (jej głos można było usłyszeć w polskiej wersji lektorskiej z francuskim dubbingiem emitowanej na RTL 7). Znana jest także jako Gadget we francuskiej wersji Chip i Dale: Brygada RR.

## Filmografia

### Dubbing francuski
- 1972: Pinokio (fr. Pinocchio) jako Błękitna Wróżka
- 1985-1988: Jem i Hologramy (fr. Jem et les Hologrammes) jako Kimber
- 1986: Pollyanna jako Nancy
- 1986-1990: Rycerze Zodiaku (fr. Les Chevaliers du Zodiaque) jako Saori Kido, Marine, księżniczka Flamme
- 1990: Marianna (oryg. Marianne 1ère) jako Marianna
- 1989-1990: Chip i Dale: Brygada RR (fr. Tic et Tac - Les Rangers du Risque) jako Gadget
- 1990-1992: Sierotki (oryg. Sophie et Virginie) jako Virginie Mercier
- 1992-1993 : Conan Awanturnik (fr. Conan l'Aventurier) jako księżniczka Azurel